# Stephen Maguire
Stephen Maguire, född 13 mars 1981, är en skotsk professionell snookerspelare. Han var nummer 3 på världsrankingen säsongen 2007/08. Till säsongen 2008/09 avancerade han till plats 2, hans högsta ranking någonsin. 

## Bakgrund
Maguire fick sitt genombrott i 2004 års European Open, som han sensationellt vann, trots att han bara var rankad 41:a i världen. Resten av året blev mycket lyckosamt för Maguire, som även lyckades vinna sin andra rankingtitel, UK Championship, i november, och dessutom gick till final i British Open, där han föll mot John Higgins. Maguire blev förstås en av favoriterna att vinna VM, men efter det framgångsrika 2004 följde en tyngre period, som i princip varade fram till år 2007 då han gick till semifinal i VM på våren och vann en rankingtitel på hösten, Northern Ireland Trophy.

## Spelstil
När Maguire spelar som bäst är han mycket svårslagen, han är framför allt en skicklig breakbuilder. Maguire har gjort tre maximumbreak i sin karriär, bl.a. i Scottish Open 2000 och i China Open 2008. Men han har ett hett temperament, och hans humör har gjort att han har förlorat många viktiga matcher.

### Rivalitet
Han har en lång rivalitet med Shaun Murphy på snookertouren, efter en incident i en match i Grand Prix 2004. Maguire hade glömt ta med sin kökrita in till spelbordet, och bad domaren om lov att gå och hämta den. Murphy klagade då hos överdomaren, och hänvisade till att domaren inte hade rätt att bevilja denna paus. Överdomaren gav Murphy rätt, och Maguire förlorade framet, men vann senare matchen. Maguire har senare medgivit att de två inte tycker om varandra, och att Murphy är den spelare han minst av allt vill förlora mot. Murphy å sin sida har försökt tona ned rivaliteten.

## Titlar

### Rankingtitlar
- European Open - 2004
- UK Championship - 2004
- Northern Ireland Trophy - 2007
- China Open - 2008
- Welsh Open - 2013
- Tour Championship (snooker) – 2020

### Mindre rankingtitlar
- FFB Open – 2012
- Arcaden Shopping Open - 2012
- Lisbon Open – 2014

### Andra titlar
- Merseyside Professional Championship – 2003
- Pro Challenge Series – Event 1 – 2009
- Six-red World Championship – 2014, 2019